# Adeeba Kamarulzaman
Adeeba Kamarulzaman (Kota Bharu, 18 de diciembre de 1964) es una médica malaya especializada en infectología. Fue la  presidenta de la Sociedad Internacional de SIDA  hasta 2022 y por lo tanto, la líder en la lucha contra el VIH/sida en el mundo.

## Biografía
Se graduó de la Universidad de Monash en 1987, se especializó en infectología y realizó su residencia el Hospital de Enfermedades Infecciosas de Fairfield, en Melbourne (Australia).
En 2007 estableció el Centro de Excelencia para la Investigación sobre el SIDA (CERiA) en la Universidad de Malaya, uno de los pocos en la región y que realiza actividades multidisciplinarias sobre el VIH que van desde la investigación médica y hasta las políticas de salud pública. Actualmente es decana de la Facultad de medicina de la citada universidad y desde 2012 profesora asociada adjunta en la estadounidense Universidad Yale.

## Carrera
Actualmente es miembro del Panel de Expertos Científicos de ONUSIDA. También ha sido asesora de numerosos comités de la Organización Mundial de la Salud sobre el VIH/sida. Ha desempeñado un papel clave en el establecimiento y las actividades y colaboraciones en curso de una iniciativa regional de red de investigación del VIH; Tratar Asia.
Es miembro del Colegio Real de Médicos de Australasia y de la Academia de Ciencias de Malasia.

## Distinciones
Sus logros han sido reconocidos a través de varios premios nacionales e internacionales, incluidos los premios Tun Mahathir Science y Merdeka por su papel como miembro del equipo de investigación Nipah de la Universidad de Malaya. Es la primera en recibir el Premio Global de Advance Australia en la categoría de Alumni en 2012 y en abril de 2015 fue honrada con un doctorado honoris causa en Derecho de su alma mater, la Universidad de Monash. También tiene el gran honor de haber aparecido en las publicaciones de las revistas The Lancet y Science, en 2013 y 2014 respectivamente.